# Eucteniza rex
Eucteniza rex är en spindelart som först beskrevs av Chamberlin 1940.  Eucteniza rex ingår i släktet Eucteniza och familjen Cyrtaucheniidae. Inga underarter finns listade i Catalogue of Life.